# Qualificazioni al campionato mondiale di calcio 2026 - AFC - seconda fase - girone A
Questa voce raccoglie i risultati delle partite del girone A valido come secondo turno di qualificazione al Campionato mondiale di calcio 2026 per la zona di competenza dell'AFC.
| Squadra     | P.ti | G | V | P | S | RF | RS | DR  |
| ----------- | ---- | - | - | - | - | -- | -- | --- |
| Qatar       | 16   | 6 | 5 | 1 | 0 | 18 | 3  | +15 |
| Kuwait      | 7    | 6 | 2 | 1 | 3 | 6  | 6  | 0   |
| India       | 5    | 6 | 1 | 2 | 3 | 3  | 7  | -4  |
| Afghanistan | 5    | 6 | 1 | 2 | 3 | 3  | 14 | -11 |

## Risultati

### 1ª giornata
| Arbitro: | Nasrullo Kabirov |

| |           |             |
| Al Haydos 11’ Ali 15’, 26’, 33’ (rig.), 45+3’ (rig.) Meshaal 18’ Alaaeldin 53’ (rig.) Al Abdullah 90+4’ | Marcatori | 13’ Sharifi |

| Arbitro: | Shaun Evans |

|  |           |           |
|  | Marcatori | 75’ Singh |

### 2ª giornata
| Arbitro: | Ahmed Faisal Al-Ali |

|  |           |                                                |
|  | Marcatori | 18’ (rig.), 79’ Al Khaldi 69’ Daham 81’ Shehab |

| Arbitro: | Sivakorn Pu-udom |

|  |           |                                  |
|  | Marcatori | 4’ Meshaal 47’ Ali 86’ Abdurisag |

### 3ª giornata
| Abha 21 marzo 2024, ore 22:00 UTC+3 | Afghanistan | 0 – 0 referto | India | Damac Club Stadium (3 900 spett.)\| Arbitro: \| Hee-gon Kim \| |
| Arbitro:                            | Hee-gon Kim |               |       |                                                                |

| Arbitro: | Jumpei Iida |

|                           |           |  |
| Afif 47’, 68’ Al-Rawi 51’ | Marcatori |  |

### 4ª giornata
| Arbitro: | Khalaf Al Shammari |

|                    |           |                                 |
| Chhetri 38’ (rig.) | Marcatori | 70’ Akbari 88’ (rig.) Mukhammad |

| Arbitro: | Sadullo Gulmurodi |

|           |           |              |
| Daham 79’ | Marcatori | 77’, 80’ Ali |

### 5ª giornata
| Al-Hufuf 6 giugno 2024, ore 19:00 UTC+3 | Afghanistan      | 0 – 0 referto | Qatar | Prince Abdullah bin Jalawi Sport City (651 spett.)\| Arbitro: \| Sivakorn Pu-udom \| |
| Arbitro:                                | Sivakorn Pu-udom |               |       |                                                                                      |

| Calcutta 6 giugno 2024, ore 19:00 UTC+5:30 | India   | 0 – 0 referto | Kuwait | Yuva Bharati Krirangan (58 921 spett.)\| Arbitro: \| Fu Ming \| |
| Arbitro:                                   | Fu Ming |               |        |                                                                 |

### 6ª giornata
| Arbitro: | Kim Woo-sung |

|                       |           |              |
| Ayman 73’ Al-Rawi 85’ | Marcatori | 37’ Chhangte |

| Arbitro: | Hiroyuki Kimura |

|                |           |  |
| Al Rashidi 81’ | Marcatori |  |